# Acrivastina
La acrivastina (nella fase sperimentale nota anche con la sigla BW 825C) è un farmaco antistaminico di seconda generazione, derivato dalla triprolidina ed utilizzato per il trattamento di diversi tipi di allergie e la febbre da fieno. Agisce come un antagonista del recettore H1 dell'istamina.  Il farmaco si trova in commercio sia nella forma di sciroppo alla concentrazione di 8 mg/10 ml, che di capsule da 8 mg. Acrivastina è venduta in Italia dalla società farmaceutica Elan Pharma con il nome di Semprex. In alcuni stati il farmaco è venduto come associazione precostituita con la pseudoefedrina ed è utilizzato come decongestionante nasale.

## Farmacodinamica
Acrivastina è un antistaminico e potente antagonista selettivo dei recettori H1 periferici, privo di importanti effetti anti-colinergici e con una scarsa capacità di oltrepassare la barriera ematoencefalica e quindi di penetrare nel sistema nervoso centrale.
Nell'adulto l'attività di acrivastina, in singola dose da 8 mg, nel sopprimere la reazione cutanea (pomfo ed eritema) all'inoculazione di istamina presenta un inizio d'azione che avviene entro 30-60 minuti dalla somministrazione.

## Farmacocinetica
Dopo somministrazione orale acrivastina è ben assorbita dal tratto gastrointestinale. Nell'adulto la concentrazione plasmatica di picco (C max) è di circa 150 ng/ml, e viene raggiunta dopo circa 1,5 ore (T max) dalla somministrazione di una dose di 8 mg. L'emivita plasmatica è di circa 1,5 ore. Studi sperimentali hanno dimostrato che somministrazioni ripetute per periodi fino a 6 giorni non determinano accumulo del farmaco.
La principale via di eliminazione del farmaco è quella urinaria.

## Usi clinici
Acrivastina è utilizzata nel trattamento della rinite allergica, della febbre da fieno, dell'asma allergico, dell'orticaria cronica idiopatica, dell'angioedema.

## Effetti collaterali ed indesiderati
In corso di trattamento sono state segnalate cefalea, nausea, secchezza delle fauci, sonnolenza,  vertigini, insonnia, ed irritabilità.

## Controindicazioni
Il farmaco è controindicato nei soggetti con ipersensibilità nota al principio attivo od alla tripolidina. Ne deve essere evitato l'uso anche nelle gravide e nelle donne che allattano al seno.

## Dosi terapeutiche
Il dosaggio usuale negli adulti e nei bambini di età superiore ai 12 anni equivale a 8 mg (una capsula o 10 ml di sciroppo) tre volte al giorno.

## Sovradosaggio
In caso di sovradosaggio da acrivastatina è opportuno attivare le normali terapie di sostegno al respiro ed al circolo. Il trattamento include la lavanda gastrica e la somministrazione di carbone attivo.

## Gravidanza e allattamento
Il farmaco è controindicato sia nelle donne gravide che nelle donne che allattano al seno.

## Interazioni
In alcuni soggetti il farmaco quando è somministrato in associazione ad alcol o farmaci ad azione sedativa può indurre sonnolenza.